# Arte povera
Az arte povera egy művészeti irányzat.
Már az 1970-es évek elején megmutatkozik a legújabb irányzatok (az intermédia, a néző közreműködésén alapuló művészet, a happening, event, az environment, a minimal art) és az arte povera szélesebb egységbe fonódása, ami végül is a konceptuális művészetbe torkollik.

## Története
Az arte povera magyarul szegény vagy szegényes művészetet jelent, és Germano Celant olasz művészettörténész javaslatára terjedt el. A kifejezés nem annyira külön irányzatot jelöl, inkább a 60-as 70-es évek különféle nemzeti mozgalmainak összefoglalására szolgál. Az 1969-ben megjelent Arte povera című könyvében Celant hangsúlyozza: olyan művészetről van szó, mely a magas művészettől korábban meglehetősen idegen, értéktelen anyagokból, anyaghalmazokból, tárgyi töredékekből épül fel: földből, cementből, filcből, gumiból, újságpapírból stb. A „szegény” illetve a „szegényes jelző tehát nem az alkotások művészi értékére, hanem a felhasznált nyersanyagokra kíván vonatkozni. A szegényes kivitelezés és a mögötte meghúzódó gondolatiság a 60-as 70-es évek számos kisebb-nagyobb irányzatának központi mozzanata, szinte elmaradhatatlan jellegzetessége. 
Az arte povera a szobrászatban – mely évszázadokon át csupán nemes anyagokkal: bronzzal és márvánnyal dolgozott – talált a legkiemelkedőbb előfutárokra, Archipenkótól és Boccionitól kezdve egészen Vladimir Baranoff-Rossine-ig (1888-1912), aki csövekből és rugókból összerótt szobrairól volt nevezetes.

## Az irányzatról
Ezek alapján némi joggal vetették fel a művészettörténészek a kérdést, szükséges volt e egyáltalán az arte povera kifejezés bevezetése. A végső választól függetlenül elmondhatjuk, hogy az arte povera fogalomkörébe sorolt művek antiesztétikus külsejükkel provokatív jellegűek, ugyanakkor érzéki-konkrét voltukkal mindig adott szituációhoz kapcsolódnak. Az alkotások gyakran romlandó anyagból készültek, tehát idővel megsemmisültek, ami időnként jelentős zavart tudott okozni a műkereskedelemben. Ráadásul a művészek igencsak vonzódtak az emberi civilizációtól távol eső, primitív vidékek iránt, és a műveiket gyakran ilyen, a közönség számára hozzáférhetetlen helyeken készítették el. Mindez a művészeti piac bojkottálásáról és a túlszervezett társadalomból való romantikus kivonulásról tanúskodik: a művész a varázslóhoz, a sámánhoz és az alkimistához vált hasonlatossá, aki a modern ipari technológiát elutasítva a lehető legegyszerűbb, legszegényesebb eszközök által kíván kapcsolatba kerülni a szellemi szférával. Pierre Restnay kissé patetikusan tette fel a kérdést, vajon a szegény művészet a szegény világ megfelelője-e, majd így válaszolt: „Nem, a szegény művészet a gazdag világ elleni gerillaművészet.”
Az arte povera legjelentősebb kiállításait Germano Celant szervezte: 1967-ben Genovában, 1968-ban Bolognában, 1969-ben pedig Milánóban.

## Művészek
Korabeli könyveiben és tanulmányaiban Celant az arte povera címszó alatt szinte csupa olyan művészekről írt akik más irányzatokban már előkelő helyet foglaltak el: Carl Andre,  Joseph Beuys, Walter de Maria, Jan Dibbets, Hans Haacke, Joseph Kosuth, Richard Serra.

### További művészek
- Giovanni Anselmo
- Alighiero e Boetti
- Pier Paolo Calzolari
- Rossella Cosentino
- Gino De Dominicis
- Luciano Fabro
- Jannis Kounellis
- M. Novák András
- Mario Merz
- Piero Manzoni
- Marisa Merz
- Giulio Paolini
- Pino Pascali
- Giuseppe Penone
- Michelangelo Pistoletto
- Gilberto Zorio
- Alberto Burri